# Annette Hanshaw

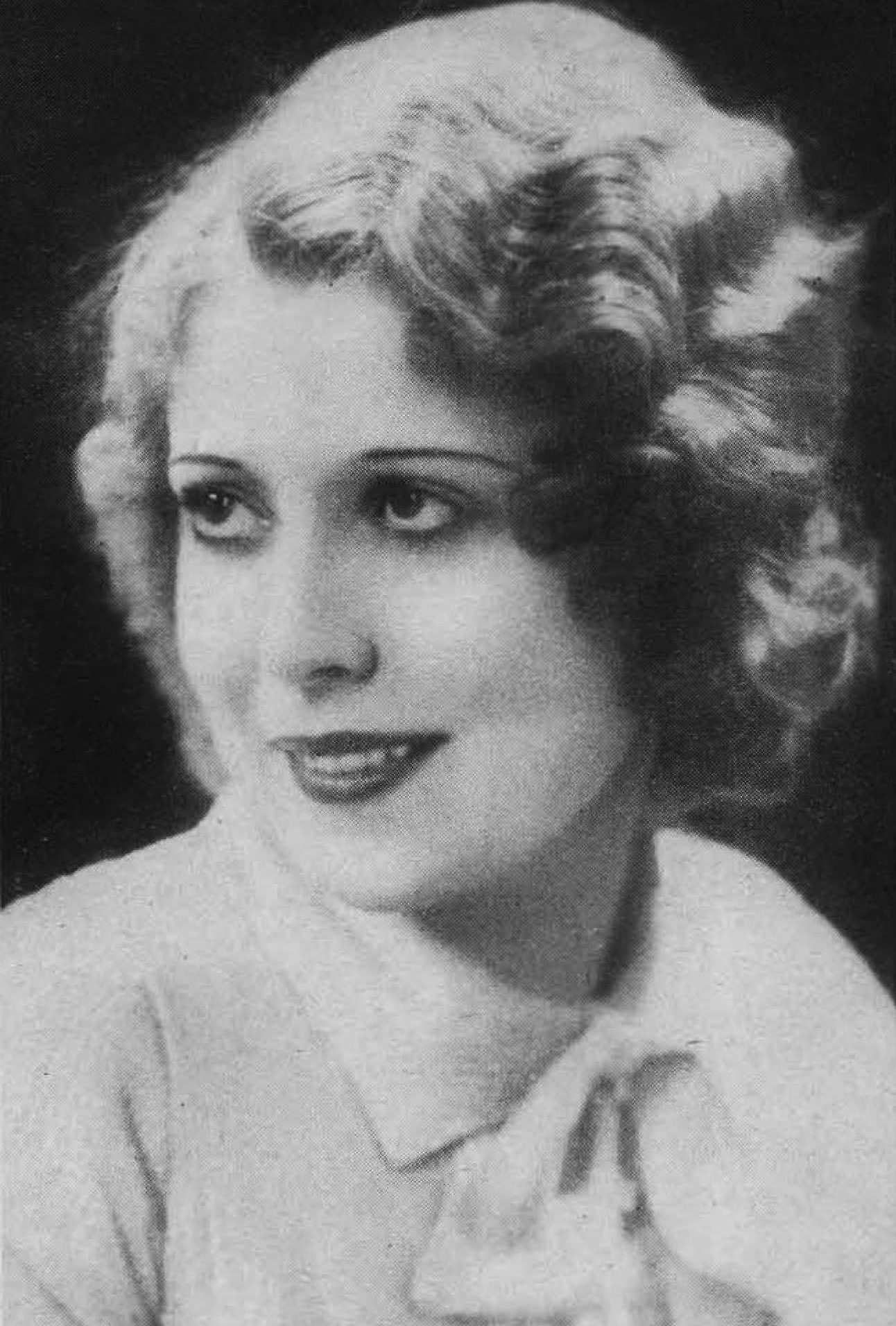
Annette Hanshaw omkring 1934.

Annette Hanshaw, född 18 oktober 1901, död 13 mars 1985, var en amerikansk jazzsångerska. Hon var en av de mest populära radiostjärnorna på 1930-talet. År 1934 hade hon sålt över fyra miljoner skivor och i en omröstning utförd av tidningen Radio Stars valdes hon till bästa kvinnliga populärsångerska. Under sin tio år långa skivkarriär spelade hon in ungefär 250 låtar. Hanshaws kännetecken var att alltid säga "That's all!" i slutet av sina inspelningar. Hanshaw försökte senare göra comback, men de två demolåtar som hon spelade in gavs aldrig ut.
Hanshaw dog av långvarig cancer 1985. Intresset för hennes inspelningar ökade 2008 när musiken användes i den animerade långfilmen Sita Sings the Blues.